# ギョウギシバ
ギョウギシバ（行儀芝、英:Bermuda Grass、学名Cynodon dactylon）は、単子葉植物イネ科ギョウギシバ属の多年草。

## 概説
ごく背の低い草で、芝生状に生えることが多い。シバ属とよく似ており、混同されることも多いが、以下のようにさまざまな点で異なっている。
- 匍匐茎は地表を這う。シバでは匍匐茎は地中を這うことが多い。
- 葉は匍匐茎につく。シバでは、匍匐茎には葉を生じず、所々から垂直に出る短い茎に葉が密生する。
- 花穂は先端で四本くらいに分かれて、放射状に広がる。シバでは穂は一本の棒状。

ギョウギシバの名の由来は不明である。一説には、茎に対して左右交互に行儀よく葉が並ぶことから、行儀芝となったのではないかとも言われる。また、弘法大師（空海）に名をとったコウボウムギに似ることから、別の高僧である行基の名を付けたという説もある。

## 特徴
茎は地表を這い、節ごとに葉をつける。茎は非常に丈夫で硬く、断面はやや楕円形をしている。節々から根を出してしっかりと地表に固定し、あちこちで枝を出して広く地表を覆う。茎の表面にはつやがあり、赤みを帯びる。少々踏まれてもつぶれることはない。節ごとに短い枝を出し、やや立ち上がることもある。
葉は節毎に出て、少し葉鞘になって茎を抱え、先端は葉となって細く伸びる。葉の部分は緑色でつやがなく、ほぼ地表と水平に広がるか、少し斜め上に向く。
花茎は匍匐茎から出て直立し、高さは10-30cm、その先端に大体四本(3-7)の花軸をつける。花軸はほぼ水平に放射状に伸び、下面に小穂を一面につける。
小穂には柄がなく、軸に密着する。小穂は卵状楕円形で左右に偏平、緑色で時には紫を帯びる。小花は一つだけを含む。第一、第二苞穎は細く、ほとんど小穂を包まない。護穎は小穂の大部分を包んでいて、竜骨には毛がはえる。

## 生育環境
グラウンドや学校の校庭など、草の少ない乾燥した裸地に出ることが多い。海岸にもよく出現する。非常に踏み付けに強く、人通りの多い場所にも生える。芝生にも使うことがあり、家畜飼料として用いられる場合もある。しかし、不要な場所では雑草となり、その場合には、節ごとに根を下ろしているため、端を持って引っ張っても、必ず茎のどこかが残ってしまい、駆除が難しい。特に踏み付けの多い場所では芝を圧倒する。
日本全土に普通に産し、世界中の暖地に広く分布する。なお、むやみに大きいものがあり、変種オオギョウギシバ(var. nipponicus Ohwi)と呼ばれることがある。
シバなどと同様に緑化に用いられるほか、牧草としても用いられる。これらの用途では、英語のバミューダグラスの名で呼ばれることが多い。

## 近似種
地表を這う姿はシバにも似る。区別点は先述の通り。穂の形はメヒシバ類、オヒゲシバ類なども似ているが、メヒシバとは小穂が腹背に扁平であること、オヒゲシバは小穂に芒があるので区別できる。また、どちらもギョウギシバほど広く這い回らない。ギョウギシバ属は世界で10種ほど知られているが、日本に棲息するのはこの1種のみ。